# مانیتور موراوا
مانیتور موراوا (به انگلیسی: Yugoslav monitor Morava) یک کشتی بود که طول آن ۵۴ متر (۱۷۷ فوت ۲ اینچ) بود. این کشتی در سال ۱۸۹۲ ساخته شد.